# Greigia membranacea
Greigia membranacea är en gräsväxtart som beskrevs av B.Will, T.Krömer, M.Kessler, Karger och Harry Edward Luther. Greigia membranacea ingår i släktet Greigia och familjen Bromeliaceae.
Artens utbredningsområde är Bolivia. Inga underarter finns listade i Catalogue of Life.